# L'Expédition du Kon-Tiki
Cet article concerne le récit écrit. Pour le film documentaire, voir L'Expédition du Kon-Tiki (documentaire).
L'Expédition du Kon-Tiki (Kon-Tiki ekspedisjonen) est le récit de l'expédition maritime que mena Thor Heyerdahl, anthropologue, archéologue et navigateur norvégien, à bord du Kon-Tiki en 1947. Le livre, paru en 1948 dans sa version originale norvégienne, connaîtra un succès mondial, avec de nombreuses traductions, notamment en anglais en 1950 et en français en 1951.
Avec cinq compagnons, Thor Heyerdahl effectua la traversée entre Callao (Pérou) en Amérique du Sud et l'archipel polynésien des Tuamotu sur un radeau, le Kon-Tiki. Il s'agissait de prouver que le peuplement de la Polynésie avait pu se faire depuis ce continent.
À cette fin, l'expédition utilisa les techniques de navigation qui pouvaient être connues à l'époque de la civilisation inca : le radeau était constitué de troncs de balsa abondants dans cette région de l'Amérique du Sud ; le radeau était propulsé par une voile mais le courant de Humboldt qui porte à l'ouest vers les îles polynésiennes joua un rôle majeur. 
La traversée de 8 000 km dura trois mois et demi et fut un succès ; le moment le plus dangereux fut l'arrivée à bord de cette embarcation non manœuvrable sur une île inhabitée des Tuamotu, défendue par une barrière de corail battue par les vagues. 

### Ressource radiophonique
- Fabrice Drouelle, « L'expédition du Kon Tiki : six hommes dans le vent » [audio], émission Affaires sensibles (54 min), France Inter, 26 décembre 2023 (rediffusion du 28 juin 2023).